# USM Blida
USM Blida is een Algerijnse voetbalclub uit Blida die in de hoogste Algerijnse voetbalklasse uitkomt. De club is in 1932 opgericht.

## Geschiedenis
De club was medeoprichter van de nationale competitie in 1964, twee jaar na de onafhankelijkheid van Algerije. Na twee seizoenen in de middenmoot degradeerde de club. In 1972 keerde de club opnieuw terug voor drie seizoenen, maar hierna was het zeventien jaar wachten vooraleer de club weer zijn opwachting maakte bij de elite. In 1994 werd de club vierde en een jaar later zowaar derde, maar deze prestaties werden gevolgd door een nieuwe degradatie in 1996. Deze keer kon de club de afwezigheid tot één seizoen beperken. In 2003 werd de club vicekampioen. De volgende jaren gingen de resultaten langzaam bergaf tot een nieuwe degradatie volgde in 2011.
Na vier jaar keerde de club terug, maar kon het behoud niet verzekeren. Na één seizoen promoveerde Blida opnieuw, maar ook nu resulteerde dat in een degradatie. In 2019 degradeerde de club naar de derde klasse.